# Pirronisme
El pirronisme és un corrent de pensament formulat per Pirró d'Elis al voltant del 300 aC. Tot i que Pirró, d'acord amb el seu escepticisme estricte, no deixà res escrit, sembla que el seu pensament fou adoptat sense gaires modificacions per l'escèptic Timó i, en general, pels acadèmics posteriors i també, probablement, per Sext Empíric, qui va donar la versió més articulada de l'escepticisme ja a la nostra era, diferenciant-lo del dogmatisme (que creu d'haver trobat la veritat) i del dogmatisme negatiu (que creu que no és possible trobar la veritat) i definint-lo precisament com la recerca constant de la veritat.
Tot i que el pirronisme pot ser confós amb l'escepticisme, el nom de pirronisme es dona generalment només al pensament original de Pirró, Timó i algun altre deixeble de Pirró. En canvi, el nom d'escepticisme s'aplica genèricament als pensadors que prediquen un dubte extrem (ja sigui de manera metòdica o no) en la seva doctrina. En aquest sentit, es pot argumentar que hi ha sofistes que podrien rebre el nom d'escèptics o pre-escèptics. El pirronisme es pot considerar la primera etapa formalitzada de l'escepticisme, l'origen del qual, a Occident, es pot remuntar a Parmènides i l'escola d'Elea, que amb la seva negació total del món de les opinions i de la matèria sostingut en favor de la realitat de l'ésser, en seria un antecedent.
No s'ha de confondre el pirronisme amb l'escepticisme antic, car aquest darrer nom és donat a la doctrina de la nova Acadèmia (Arcelisau, Carnèades); entre el pirronisme i l'escepticisme antic hi ha algunes diferències, no sols en la doctrina en si, sinó en els qui defensaren ambdues (Pirró i Timó en el primer cas, els acadèmics de la nova Acadèmia en el segon).
Les estructures bàsiques del pirronisme i de l'escepticisme general són les mateixes. En síntesi: la suspensió del judici, i l'absència de dolor físic i de necessitats corpòries, són el sistema per assolir l'ataràxia (i amb aquesta, la felicitat); l'absència de coneixements i el dubte metòdic acaben portant a acceptar "el probable" com a criteri per obtenir una veritat parcial i subjectiva.
El pirronisme no perviu a l'actualitat, però sí versions de l'escepticisme, tot i que cal entendre que entre els seus usos originals i els actuals hi ha diferències notables. Especialment, la forma d'entendre la moral, canviable amb els temps i l’evolució social, i com a mètode radical d'entendre "el no-coneixement" de les coses.